# Liga LEB Oro 2018-2019
La Liga LEB Oro 2018-2019 è stata la 63ª edizione della seconda divisione spagnola di pallacanestro maschile. La 12ª edizione con il nome LEB Oro.

## Squadre partecipanti
| Squadra                            | Città                 | Regione             |
| ---------------------------------- | --------------------- | ------------------- |
| Barça Lassa B                      | Sant Joan Despí       | Catalogna           |
| Cáceres Patrimonio de la Humanidad | Cáceres               | Estremadura         |
| Carramimbre CBC Valladolid         | Valladolid            | Castiglia e León    |
| CB Prat                            | El Prat de Llobregat  | Catalogna           |
| Chocolates Trapa Palencia          | Palencia              | Castiglia e León    |
| Club Melilla Baloncesto            | Melilla               | Melilla             |
| Covirán Granada                    | Granada               | Andalusia           |
| Iberojet Palma                     | Palma di Maiorca      | Baleari             |
| ICG Força Lleida                   | Lleida                | Catalogna           |
| Levitec Huesca                     | Huesca                | Aragona             |
| Leyma Coruña                       | La Coruña             | Galizia             |
| Liberbank Oviedo Baloncesto        | Oviedo                | Asturie             |
| Real Betis Energía Plus            | Siviglia              | Andalusia           |
| RETAbet Bilbao Basket              | Bilbao                | Paesi Baschi        |
| Río Ourense Termal                 | Ourense               | Galizia             |
| Sáenz Horeca Araberri              | Vitoria               | Paesi Baschi        |
| TAU Castelló                       | Castellón de la Plana | Comunità Valenciana |
| Real Canoe                         | Madrid                | Madrid              |

## Classifica finale
| #  | Teams             | P  | V  | P  | PF   | PS   | Qualificate                  |
| -- | ----------------- | -- | -- | -- | ---- | ---- | ---------------------------- |
| 1  | Real Betis        | 34 | 30 | 4  | 2795 | 2486 | Promossa in Liga ACB         |
| 2  | Bilbao Berri      | 34 | 24 | 10 | 2626 | 2355 | Playoff                      |
| 3  | Palma             | 34 | 22 | 12 | 2664 | 2487 | Playoff                      |
| 4  | Oviedo            | 34 | 22 | 12 | 2607 | 2409 | Playoff                      |
| 5  | Melilla           | 34 | 21 | 13 | 2536 | 2516 | Playoff                      |
| 6  | Ciudad Valladolid | 34 | 20 | 14 | 2658 | 2535 | Playoff                      |
| 7  | Ourense           | 34 | 20 | 14 | 2528 | 2416 | Playoff                      |
| 8  | Fundación Granada | 34 | 20 | 14 | 2540 | 2421 | Playoff                      |
| 9  | Palencia          | 34 | 19 | 15 | 2683 | 2311 | Playoff                      |
| 10 | Peñas Huesca      | 34 | 18 | 16 | 2596 | 2690 |                              |
| 11 | Força Lleida      | 34 | 16 | 18 | 2498 | 2476 |                              |
| 12 | Coruña            | 34 | 14 | 20 | 2596 | 2638 |                              |
| 13 | Castelló          | 34 | 13 | 21 | 2568 | 2645 |                              |
| 14 | Cáceres           | 34 | 11 | 23 | 2388 | 2567 |                              |
| 15 | Real Canoe        | 34 | 11 | 23 | 2321 | 2648 |                              |
| 16 | Prat              | 34 | 9  | 25 | 2420 | 2724 | Retrocesse in Liga LEB Plata |
| 17 | Barcellona B      | 34 | 9  | 25 | 2384 | 2534 | Retrocesse in Liga LEB Plata |
| 18 | Araberri          | 34 | 7  | 27 | 2516 | 2801 | Retrocesse in Liga LEB Plata |

## Copa Princesa de Asturias
Alla fine del girone di andata, le prime due squadre classificate si sfidano per la Copa Princesa de Asturias in casa della vincitrice del girone di andata. Il vincitore della coppa giocherà gli eventuali play-off con il miglior posizionamento se terminerà la stagione tra la seconda e la quinta posizione. La Coppa è stata disputata il 9 febbraio. 

### Squadre qualificate
| # | Squadre                 | G  | V  | P | PF   | PS   | Pt |
| - | ----------------------- | -- | -- | - | ---- | ---- | -- |
| 1 | Real Betis Energía Plus | 17 | 15 | 2 | 1431 | 1242 | 32 |
| 2 | RETAbet Bilbao Basket   | 17 | 12 | 5 | 1319 | 1197 | 29 |

### Partita
| Arbitri: | García León García González Lerma Parga |

| |            | |
| Bropleh 16 | Punti      | 23 Brown |
| Olumuyiwa 3 | Assist     | 5 Schreiner |
| Stainbrook 7 | Rimbalzi   | 9 Cruz |
| 3 Bropleh• 6 Borg• 24 Rodríguez• 40 Stainbrook• 88 Mālmanis 00 Enechionyia• 1 Dee• 7 Olumuyiwa• 8 Costa• 10 Almazán• 12 Samb | Formazioni | 2 Matulionis• 3 Brown• 5 Schreiner• 13 Larsen• 71 Demétrio 7 Rigo• 8 Cruz• 10 Mendikote• 14 Salgado• 18 Martínez• 25 Huertas• 44 Lammers |
| Curro Segura | Allenatori | Álex Mumbrú |

## Playoffs
|  | Quarti di finale | Quarti di finale  | Quarti di finale |       |         | Semifinali   | Semifinali | Semifinali |  |  | Finale | Finale       | Finale |
|  |                  |                   |                  |       |         |              |            |            |  |  |        |              |        |
|  | 2                | Bilbao Berri      | 3                |       |         |              |            |            |  |  |        |              |        |
|  | 9                | Palencia          | 2                |       |         |              |            |            |  |  |        |              |        |
|  | 9                | Palencia          | 2                |       | 2       | Bilbao Berri | 75         |            |  |  |        |              |        |
|  |                  |                   |                  |       | 2       | Bilbao Berri | 75         |            |  |  |        |              |        |
|  |                  | 5                 | Melilla          | 68    |         |              |            |            |  |  |        |              |        |
|  | 5                | 5                 | Melilla          | 68    | Melilla | 3            |            |            |  |  |        |              |        |
|  | 5                |                   |                  |       | Melilla | 3            |            |            |  |  |        |              |        |
|  | 6                | Ciudad Valladolid | 2                |       |         |              |            |            |  |  |        |              |        |
|  |                  |                   |                  |       |         |              |            |            |  |  | 2      | Bilbao Berri | 62     |
|  |                  |                   | 3                | Palma | 55      |              |            |            |  |  |        |              |        |
|  | 3                | Palma             | 3                |       |         |              |            |            |  |  |        |              |        |
|  | 8                | Fundación Granada | 2                |       |         |              |            |            |  |  |        |              |        |
|  | 8                | Fundación Granada | 2                |       | 3       | Palma        | 77         |            |  |  |        |              |        |
|  |                  |                   |                  |       | 3       | Palma        | 77         |            |  |  |        |              |        |
|  |                  | 7                 | Ourense          | 61    |         |              |            |            |  |  |        |              |        |
|  | 4                | 7                 | Ourense          | 61    | Oviedo  | 0            |            |            |  |  |        |              |        |
|  | 4                |                   |                  |       | Oviedo  | 0            |            |            |  |  |        |              |        |
|  | 7                | Ourense           | 3                |       |         |              |            |            |  |  |        |              |        |

## Verdetti
- Promozioni in Liga ACB: Real Betis Energía Plus e RETAbet Bilbao Basket
- Retrocessioni in LEB Plata: Club Bàsquet Prat, Barça Lassa B e Sáenz Horeca Araberri